# Tipula (Lunatipula) megalabiata referta
Tipula (Lunatipula) megalabiata referta is een ondersoort van de tweevleugelige Tipula (Lunatipula) megalabiata uit de familie langpootmuggen (Tipulidae). De ondersoort komt voor in het Nearctisch gebied.